# Az-Zafir
Az-Zafir (nom complet : arabe : أبو محمد "الظافر بأمر الله" إسماعيل بن الحافظ (ʾAbū Muḥammad al-Zāfir bi-ʾamr Allāh ʾIsmāʿīl bin al-Hāfiẓ) était le douzième calife de la dynastie fatimide, et le vingt-deuxième imam Hâfizi de 1149 à 1154, année durant laquelle il est mort, assassiné par son vizir Abbas ibn Abi al-Futuh. 
Al-Zafir a contribué à ouvrir les fondouks d'Alexandrie aux marchands pisans